# Valerio Vincent
Valerio-Bodon Vincent (Santo Domingo, 2001. május 2. –) magyar–dominikai válogatott kosárlabdázó, jelenleg a South Bay Lakers játékosa. A Dominikai Köztársaságban született de Magyarországon nevelkedett, 2019-ig a Honvéd játékosa volt,  2019-ben pedig a magyar válogatott tagja is lett. 
2019-ben igazolta le az ASE NB1 A-Ligás csapata, ahol 2021-ig játszott, majd 2021-ben a DEAC-ba igazolt. 2021-ben a magyar válogatottal szerepelt a Soproni FIBA U20 European Challenger tornán, amit csapatával veretlenül megnyert, és a torna legértékesebb játékosának választották. 2022-ben a Soproni Kosárlabda Klub-ba igazolt. 
2023 nyarán a Los Angeles Lakers-nél 10 napos exhibit szerződést írt alá, amivel részt vehetett a nagymúltú Los Angelesi NBA csapat edzőtáborában. A keretszűkítést nem élte túl, jelenleg is a Lakers fiókcsapatánál, a South Bay Lakersnél játszik a G League-ben.

## Csapatai
- Magyarország: Budapest Honvéd (2007–2019)
- Magyarország: Atomerőmű SE (2019–2021)
- Magyarország: DEAC Debreceni Kosárlabda Akadémia (2021–2022)
- Magyarország: Soproni Kosárlabda Klub (2022–2023)
- Egyesült Államok: Boston Celtics (2023) (*edzőtábor meghívó)
- Egyesült Államok: Los Angeles Lakers (2023) (*edzőtábor meghívó)
- Egyesült Államok: South Bay Lakers (2023–jelen)